# Green Lantern (stripfiguur)

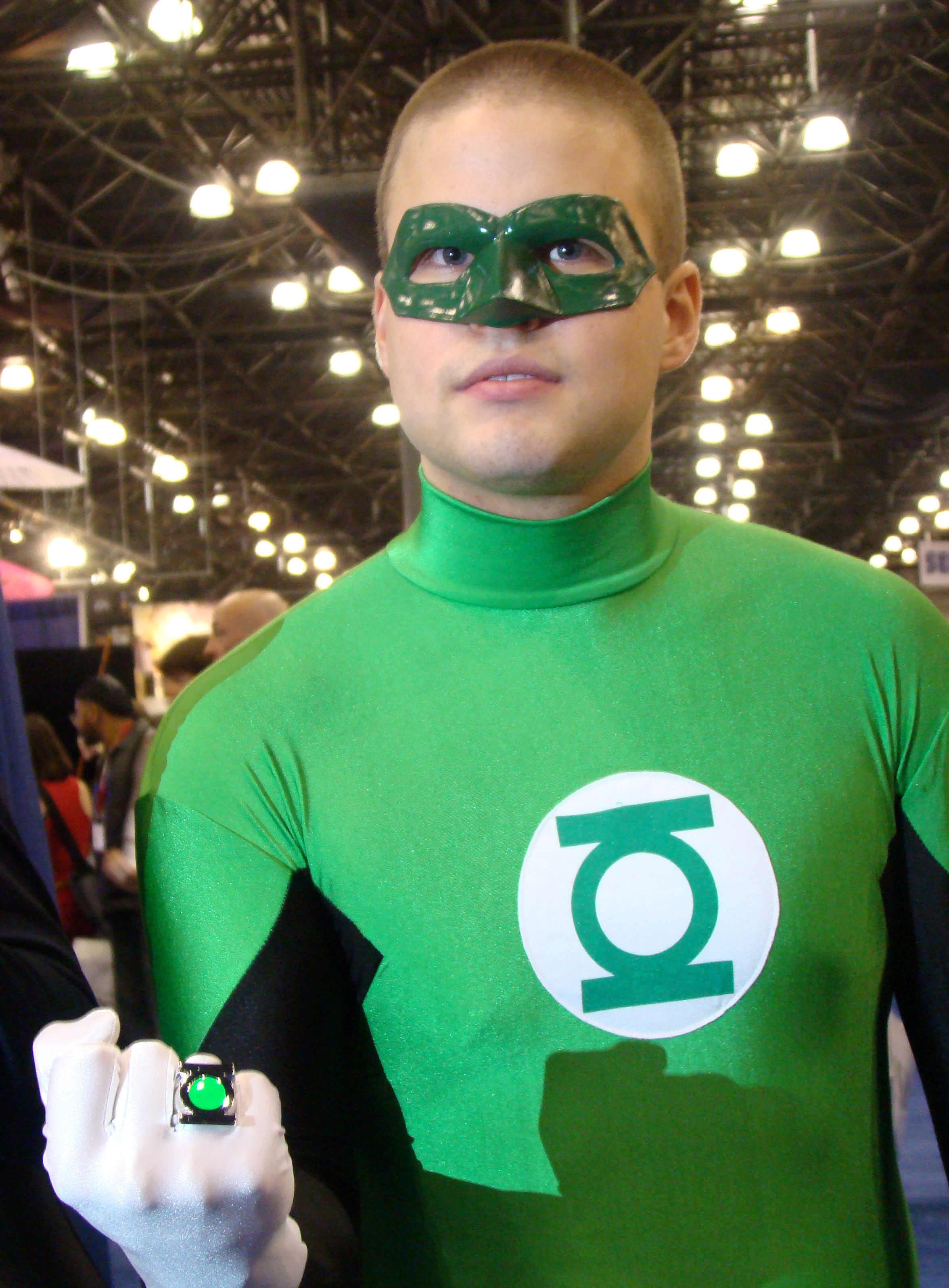
Een fan verkleed als Green Lantern

Green Lantern (in Nederlandse uitgaven Groene Lantaarn geheten) is de naam van verschillende fictieve superhelden uit de strips van DC Comics. Het eerste personage met deze naam werd bedacht door Bill Finger en Martin Nodell in All-American Comics #16 (juli 1940).
In de loop der jaren hebben meerdere personen de rol van de Green Lantern op zich genomen. De bekendste is Hal Jordan, bedacht door John Broome en Gil Kane.

## Achtergrond
In het DC Universum bestaan vele helden met de rang van Green Lantern. Allemaal behoren ze tot het Green Lantern Corps. Dit corps is opgericht door de Guardians of the Universe, en dient als een intergalactische politiemacht. Naast mensen zijn ook vele buitenaardse rassen lid van dit Corps.
Elke Green Lantern beschikt over een Power Ring, die de gebruiker grote macht geeft over de fysieke wereld.
Vrijwel elke planeet heeft een vaste Green Lantern. De Aardse Green Lanterns zijn ook vrijwel altijd lid geweest van de Justice Society of America of de Justice League.

## Publicatiegeschiedenis

### Golden Age
Green Lantern werd oorspronkelijk bedacht door Martin Nodell en Bill Finger. Hij verscheen voor het eerst in All-American Comics, gepubliceerd door All-American Publications, een van de drie bedrijven die uiteindelijk zouden fuseren tot DC Comics. Deze Green Lantern was Alan Scott, een monteur die per ongeluk in het bezit kwam van een magische lantaarn. Hiervan maakte hij een ring, welke hem een groot aantal krachten gaf. De enige beperking was dat de ring om de 24 uur moest worden bijgeladen.
Oorspronkelijk zou het personage "Alan Ladd" gaan heten, als een woordspeling op Aladdin (die ook een magische lamp en ring bezat). DC vond de woordspeling ongepast, dus werd gekozen voor "Alan Scott."
Gedurende de jaren 40 was Green Lantern een populair personage, samen met Flash en Wonder Woman. Hij was lid van de Justice Society of America.
Na de Tweede Wereldoorlog nam de populariteit van superhelden af.

### Silver Age-revival
In de jaren 50 lukte het DC Comics om hun bekendste helden opnieuw populair te maken bij een groot publiek. Hiertoe werden de helden wel aangepast aan de moderne tijd. Ook Green Lantern onderging een verandering. Alan Scott werd uit de serie geschreven en vervangen door Hal Jordan, een testpiloot die zijn ring kreeg van de alien Abin Sur. Hij was de eerste Aardse Green Lantern die zichtbaar lid werd van het Green Lantern Corps. Ook de ondertoon van de strips veranderde. In plaats van een magische krachtbron gebruikte Green Lantern nu een ring gemaakt met buitenaardse technologie. Zo kreeg de serie meer een sciencefiction ondertoon.
De Silver Age Green Lantern was in meerdere opzichten uniek. Hij was de eerste DC held met een familie. Tevens was hij een van de oprichters van de Justice League of America.

### Latere ontwikkelingen
In deel 76 van Green Lanterns stripserie (april 1970) onderging de serie een radicale verandering. DC besloot om zijn strips meer te laten zijn dan gewoon fantasieverhalen. Daarom werd Green Lantern vanaf dit deel de partner van Green Arrow. Samen reisde het duo de wereld rond en kwamen ze hedendaagse problemen tegen. Deze nieuwe benadering sloeg niet aan bij het publiek, en de serie werd al snel stopgezet.
De stripserie kende in de periode erop meerdere heroplevingen. Nieuwe Green Lanterns werden geïntroduceerd.

## De Green Lanterns

### Aardse Green Lanterns
Dit zijn de Green Lanterns van de Aarde, die in de strips een grote rol hebben gespeeld:
- Alan Scott, de originele Green Lantern.
- Hal Jordan, de Silver Age Green Lantern en tevens een van de bekendste Green Lanterns.
- John Stewart: de derde Green Lantern, tevens de eerste Afro-Amerikaanse Green Lantern.
- Guy Gardner, de vierde Green Lantern
- Kyle Rayner, de nieuwste Aardse Green Lantern.
- Jade, de dochter van Alan Scott.

### Andere Green Lanterns
- Jessica Cruz
- Round Vidar
- Yalan Gur
- Jong Li
- Abin Sur
- Asi-Pak-Glif
- B'Shi
- Boodikka
- Bzzd
- Chaselon
- Ch'p
- G'nort
- Hannu
- Graf Toren
- Jack T. Chance
- Katma Tui
- Ke'Haan
- Kilowog
- Laira
- Medphyll
- Mogo
- Rot Lop Fan
- Salaak
- Sinestro (deze Green Lantern is in vele strips, series en films een Yellow Lantern; hij loopt in de film First Flight over van de Green Lanterns naar de Yellow Lanterns)
- Sodam Yat
- Tomar-Re
- Tomar-Tu
- Turytt
- Xax

### Andere helden met Green Lantern-krachten
Naast de Green Lanterns hebben ook de volgende helden ooit een Green Lantern Power Ring gebruikt:
- Superman
- Nightwing
- Green Arrow
- Zatanna
- The Flash
- Batman

## Krachten en vaardigheden
Elke Green Lantern beschikt over een zogenaamde Power Ring, die een groot aantal effecten met zich meebrengt. Deze ringen zijn gemaakt met zeer geavanceerde buitenaardse technologie. De Green Lantern-ringen zijn een van de in totaal 9 kleuren ringen, die elk door een andere emotie worden aangedreven. De Green Lantern-ringen worden aangedreven door wilskracht.
Een ring moet om de 24 uur worden bijgeladen met behulp van een lantaarnvormig apparaat. Vandaar ook de naam “Green Lantern” (groene lantaarn). Deze lantaarns krijgen op hun beurt hun energie van een centrale krachtbron op de thuisplaneet van de Guardians of the Universe. De enige uitzondering is de ring van de originele Green Lantern, Alan Scott. Deze krijgt zijn kracht van de "Starheart", een zeer geconcentreerde bron van magie die lang voordat het Green Lantern Corps werd opgericht werd gemaakt.
De beperkingen van de ring zijn niet bekend, en meerdere malen is hij al omschreven als het “machtigste wapen van het universum”. De volgende effecten zijn bekend:
- Maken en afvuren van vaste groene energie die elke gewenste vorm kan aannemen.
- Plasmabollen.
- Vliegen
- Bescherming tegen verwondingen en extreme omstandigheden (zoals in de ruimte).
- Tijdreizen
- Een interne computer met veel informatie over het universum.
- Telepatische krachten.
- Vertaling van vrijwel alle talen
- Krachtvelden
- Blokkeren van vijandige telepathische communicatie en manipulatie.
- Genereren van verschillende soorten straling (waaronder straling gelijk aan kryptoniet).
- De ringen beschermen hun drager ook als die bewusteloos of gewond is.

De krachtringen hadden lange tijd één zwakke plek: ze kunnen niets beginnen tegen iets dat geel is gekleurd. Alleen Alan Scott's ring vormt hierop een uitzondering. De reden hiervoor werd pas na vele jaren 'onthuld': in de Centrale Krachtbron zat een monsterachtige entiteit opgesloten, het gele wezen genoemd Parallax, dat de belichaming is van angst. Nu dit algemeen bekend is, is het mogelijk om met voldoende wilskracht ook de 'gele zwakte' te overwinnen.

## In andere media
- De Hal Jordan Green Lantern deed mee in The Superman/Aquaman Hour of Adventure. Ook was hij een vast personage in Super Friends, had gastrollen in de series Justice League Unlimited en The Batman en zal meedoen in de aankomende film Justice League: The New Frontier.
- De John Stewart Green Lantern is een vast personage in de series Justice League en Justice League Unlimited.
- De Kyle Rayner versie van Green Lantern had een gastoptreden in Superman: The Animated Series. Tevens had hij een gastoptreden in Justice League Unlimited.
- Een nieuwe Green Lantern genaamd Kai-Ro verscheen in de serie Batman of the Future.
- De Guy Gardner-versie van Green Lantern deed mee in de televisiefilm Justice League of America.
- De Jessica Cruz Green Lantern deed mee in de animatiefilm DC League of Super-Pets.
- Een Green Lantern-film kwam uit in juni 2011.

## Green Lantern eed
Green Lantern is bekend om de eed die hij altijd aflegt als hij zijn ring oplaadt. Oorspronkelijk luidde de eed:

...and I shall shed my light over dark evil.

For the dark things cannot stand the light,

The light of the Green Lantern!
—  Alan Scott

Tegenwoordig luidt hij:

In brightest day, in blackest night,

No evil shall escape my sight

Let those who worship evil's might,

Beware my power...Green Lantern's light!
—  Hal Jordan/All Current Lanterns

Het woord "blackest" wordt vaak vervangen door "darkest".